# Arnac-Pompadour
Pour les articles homonymes, voir Arnac (homonymie) et Pompadour.
Arnac-Pompadour (Arnac e Pompador en occitan) est une commune française située dans le département de la Corrèze en région de Nouvelle-Aquitaine.
En Limousin et sur les panneaux indicateurs, la commune est habituellement appelée simplement Pompadour, bien que l'agglomération de Pompadour soit partagée entre les communes d'Arnac-Pompadour et de Saint-Sornin-Lavolps.
Le nom de Pompadour devint mondialement célèbre grâce à la favorite de Louis XV, Madame Le Normant d'Étiolles à qui le roi fit don du château de Pompadour et du titre de marquise qui lui était associé.
La ville voit son nom régulièrement associé au monde du cheval et des courses hippiques.

## Géographie

### Communes limitrophes
| Saint-Julien-le-Vendômois |                      | Lubersac |
| Beyssenac                 | Arnac-Pompadour      |          |
|                           | Saint-Sornin-Lavolps | Beyssac  |

### Climat
Pour des articles plus généraux, voir Climat de la Nouvelle-Aquitaine et Climat de la Corrèze.
Historiquement, la commune est exposée à un climat océanique aquitain.
En 2020, Météo-France publie une typologie des climats de la France métropolitaine dans laquelle la commune est exposée à un climat océanique altéré et est dans la région climatique Ouest et nord-ouest du Massif Central, caractérisée par une pluviométrie annuelle de 900 à 1 500 mm, maximale en automne et en hiver.
Pour la période 1971-2000, la température annuelle moyenne est de 11,2 °C, avec  une amplitude thermique annuelle de 14,7 °C. Le cumul annuel moyen de précipitations est de 1 160 mm, avec 12,6 jours de précipitations en janvier et 7,8 jours en juillet. Pour la période 1991-2020, la température moyenne annuelle observée sur la station météorologique la plus proche, située sur la commune de Lubersac à 5 km à vol d'oiseau, est de 11,7 °C et le cumul annuel moyen de précipitations est de 1 130,6 mm,. Pour l'avenir, les paramètres climatiques de la commune estimés pour 2050 selon différents scénarios d’émission de gaz à effet de serre sont consultables sur un site dédié publié par Météo-France en novembre 2022.

## Urbanisme

### Typologie
Au 1er janvier 2024, Arnac-Pompadour est catégorisée bourg rural, selon la nouvelle grille communale de densité à 7 niveaux définie par l'Insee en 2022.
Elle est située hors unité urbaine et hors attraction des villes,.

### Occupation des sols
L'occupation des sols de la commune, telle qu'elle ressort de la base de données européenne d’occupation biophysique des sols Corine Land Cover (CLC), est marquée par l'importance des territoires agricoles (76,8 % en 2018), en augmentation par rapport à 1990 (75,3 %). La répartition détaillée en 2018 est la suivante : 
prairies (60,1 %), zones agricoles hétérogènes (16,7 %), forêts (13,8 %), zones urbanisées (7,4 %), milieux à végétation arbustive et/ou herbacée (1,9 %), espaces verts artificialisés, non agricoles (0,1 %).
L'évolution de l’occupation des sols de la commune et de ses infrastructures peut être observée sur les différentes représentations cartographiques du territoire : la carte de Cassini (XVIIIe siècle), la carte d'état-major (1820-1866) et les cartes ou photos aériennes de l'IGN pour la période actuelle (1950 à aujourd'hui).

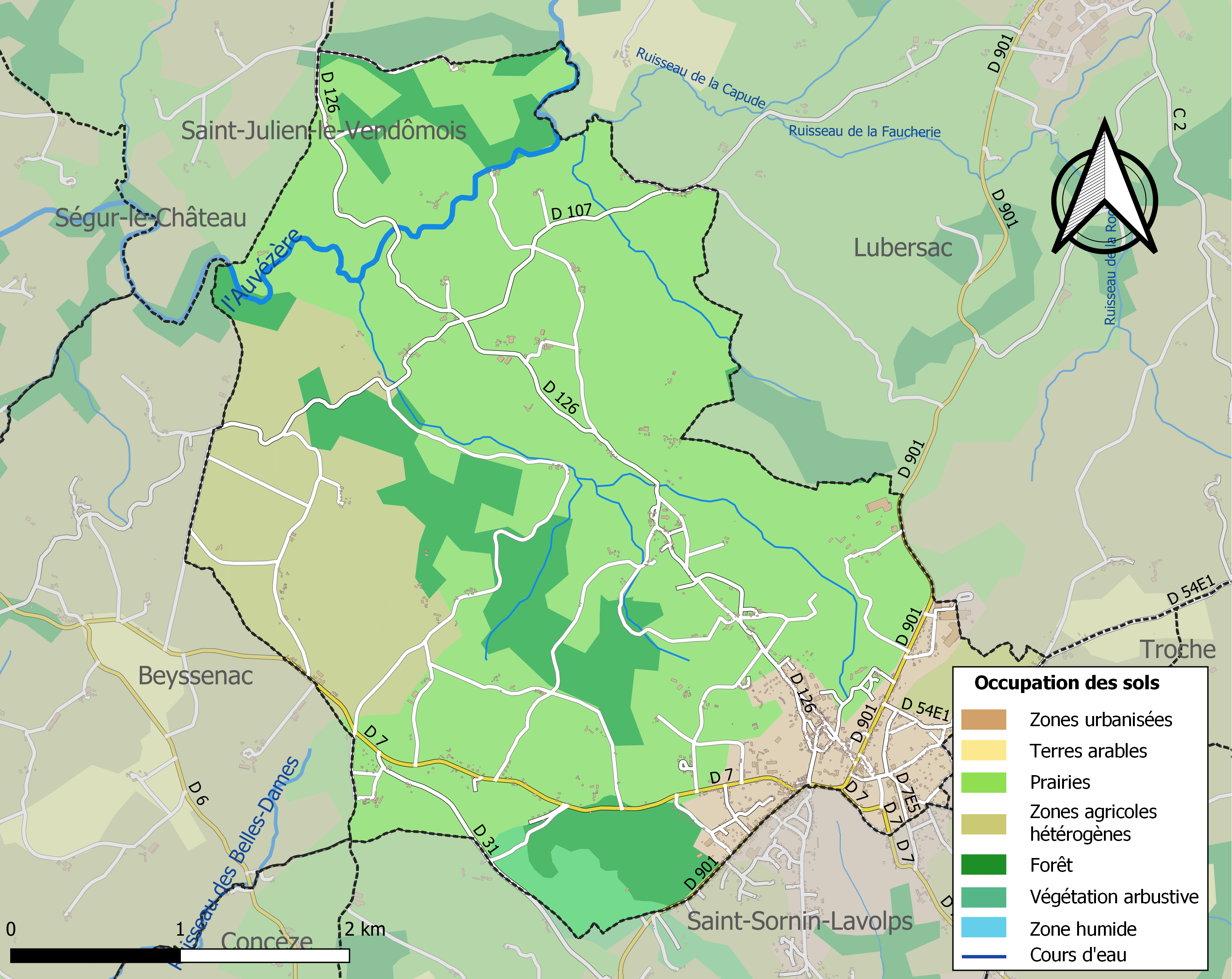
Carte des infrastructures et de l'occupation des sols de la commune en 2018 (CLC).

### Transport routier
- Réseau Réseau interurbain de la Corrèze

### Risques majeurs
Le territoire de la commune d'Arnac-Pompadour est vulnérable à différents aléas naturels : météorologiques (tempête, orage, neige, grand froid, canicule ou sécheresse), feux de forêts et séisme (sismicité très faible). Un site publié par le BRGM permet d'évaluer simplement et rapidement les risques d'un bien localisé soit par son adresse soit par le numéro de sa parcelle.

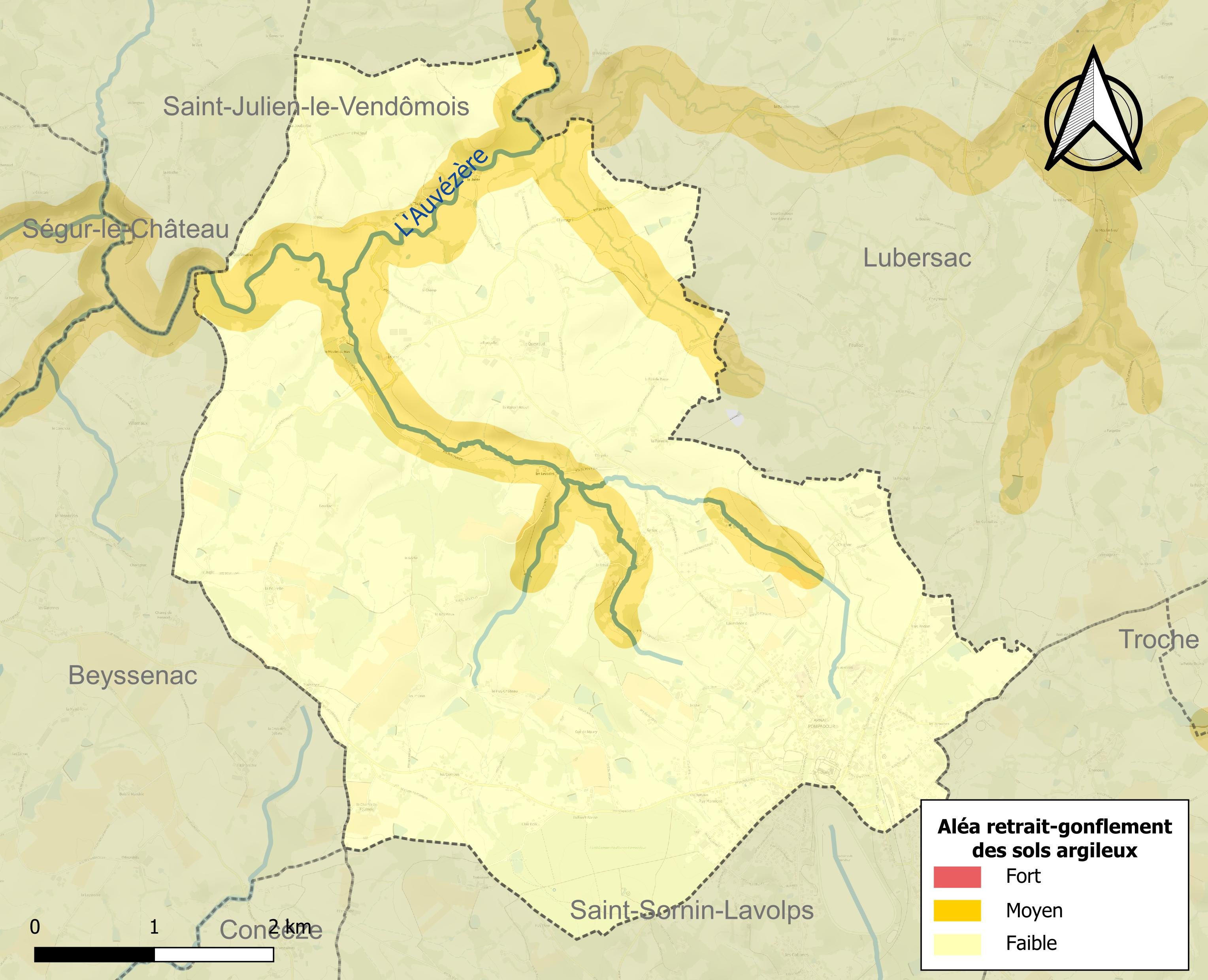
Carte des zones d'aléa retrait-gonflement des sols argileux d'Arnac-Pompadour.

Le retrait-gonflement des sols argileux est susceptible d'engendrer des dommages importants aux bâtiments en cas d’alternance de périodes de sécheresse et de pluie. 17,4 % de la superficie communale est en aléa moyen ou fort (26,8 % au niveau départemental et 48,5 % au niveau national). Sur les 707 bâtiments dénombrés sur la commune en 2019,  18 sont en aléa moyen ou fort, soit 3 %, à comparer aux 36 % au niveau départemental et 54 % au niveau national. Une cartographie de l'exposition du territoire national au retrait gonflement des sols argileux est disponible sur le site du BRGM,.
Concernant les feux de forêt, aucun plan de prévention des risques incendie de forêt (PPRIF) n’a été établi en Corrèze, néanmoins le code de l’urbanisme impose la prise en compte des risques dans les documents d’urbanisme. Le périmètre des servitudes d'utilité publique et des zones d'obligation légale de débroussaillement pour les particuliers est quant à lui défini pour la commune dans une carte dédiée.

## Histoire
Le château date du XIe siècle, édifié par Guy de Lastours.
Entre le milieu du XIIe et le milieu du XIIIe siècle, les Hélie de Ségur s'installent à Pompadour, au château des Lastours dont ils deviennent membres de la familia, et prennent le nom d'Hélie de Pompadour. Du XIIIe aux XIVe et XVe siècles, ils s'emparent progressivement de la seigneurie de Pompadour, usant de stratégie matrimoniale, copiant les armes des Lastours (d'azur à trois tours d'argent ; leur château éponyme est à Lastours) et récupérant les droits des Pierre-Buffière en 1298 : Geoffroi Hélie est dit damoiseau de Pompadour en 1335, Ramnulphe s'intitule seigneur de Pompadour à la mi-XIVe siècle, et Jean abandonne le patronyme Hélie à la mi-XVe siècle.
Le château fut considérablement agrandi au cours des XVe siècle-XVIe siècle, au moment de l'apogée de la maison Hélie de Pompadour, Antoine Hélie de Pompadour se faisant céder en 1508-1513 la puissante vicomté de Comborn par le dernier vicomte Amanieu, dont il était le créancier et le cousin issu de germain : les maîtres de Pompadour arborent désormais le titre de vicomte de Comborn et de Pompadour. En 1640, Jean IV obtient par mariage la vicomté de Rochechouart ; de plus, la vicomté se Pompadour est élevée au rang de marquisat en sa faveur (plutôt que pour son père Léonard-Philibert en 1613).
Après l'extinction de la famille au début du XVIIIe siècle, l'héritage, comprenant le château, les terres et le titre, fit l'objet d'une longue bataille judiciaire entre le prince de Conti et le marquis de La Vallière. Finalement aucun des deux n'obtint gain de cause puisque Louis XV préempta le château le 15 juin 1745 au nom de la Couronne. Il en fit presque aussitôt don, dès le 24 juin 1745, à sa favorite, Mme d'Etiolles (1721-1764), qui prit dès lors le titre de marquise de Pompadour.
En 1760, quelques années avant sa mort, elle se sépara du château qui retomba dans le domaine royal. Louis XV y établit l'année suivante, sur la base du haras privé que la marquise avait créé en 1751, un haras royal, prospère jusqu'à la Révolution. Fermé avec la chute de l'Ancien Régime, il fut rétabli par le Directoire en 1795, et devint un Haras national en 1872.
Au cours de la Révolution française, la commune porte le nom d'Arnac-la-Prairie.

## Politique et administration

### Liste des maires
| Période   | Période  | Identité                                      | Étiquette | Qualité |
| --------- | -------- | --------------------------------------------- | --------- | ------- |
| 1977      | 2014     | Jean-Michel Reillier                          | PS        |         |
| mars 2014 | En cours | Alain Tisseuil Réélu pour le mandat 2020-2026 | UDI       |         |

## Démographie
Ses habitants sont appelés les Pompadour (sans « s » étant donné qu'il s'agit à l'origine du nom d'une famille)
| 1793  | 1800 | 1806 | 1821  | 1831  | 1836  | 1841  | 1846  | 1851  |
| ----- | ---- | ---- | ----- | ----- | ----- | ----- | ----- | ----- |
| 1 016 | 980  | 930  | 1 093 | 1 196 | 1 346 | 1 386 | 1 415 | 1 408 |

| 1856  | 1861  | 1866  | 1872  | 1876  | 1881  | 1886  | 1891  | 1896  |
| ----- | ----- | ----- | ----- | ----- | ----- | ----- | ----- | ----- |
| 1 370 | 1 338 | 1 342 | 1 198 | 1 356 | 1 425 | 1 541 | 1 668 | 1 676 |

| 1901  | 1906  | 1911  | 1921  | 1926  | 1931  | 1936  | 1946  | 1954  |
| ----- | ----- | ----- | ----- | ----- | ----- | ----- | ----- | ----- |
| 1 690 | 1 747 | 1 807 | 1 643 | 1 545 | 1 556 | 1 562 | 1 513 | 1 447 |

| 1962  | 1968  | 1975  | 1982  | 1990  | 1999  | 2004  | 2006  | 2009  |
| ----- | ----- | ----- | ----- | ----- | ----- | ----- | ----- | ----- |
| 1 446 | 1 359 | 1 441 | 1 467 | 1 444 | 1 334 | 1 281 | 1 284 | 1 226 |

| 2014  | 2019  | 2022  | - | - | - | - | - | - |
| ----- | ----- | ----- | - | - | - | - | - | - |
| 1 136 | 1 136 | 1 206 | - | - | - | - | - | - |

## Culture locale et patrimoine

### Lieux et monuments
- Château de Pompadour, inscrit en 1926 au titre des monuments historiques[28]. Le château abrite le Haras national de Pompadour et fut aussi le siège des Haras nationaux.
- L'église Saint-Pierre-et-Saint-Pardoux du XIe siècle, classée en 1846 au titre des monuments historiques[29].
- La chapelle Saint-Blaise[30] dont la décoration intérieure a été confiée à l'artiste André Brasilier qui a travaillé près de cinq ans pour réaliser une peinture murale monumentale de plus de 300 m2.
- L'hippodrome de Pompadour est connu car la ville du cheval organise chaque dimanche pendant la saison d'été des courses dans cette enceinte en plein air qui fait face au château de la ville. Il abrite également en son sein un parcours international de cross.
- Le village du Club Méditerranée de Pompadour, sur la commune de Beyssac et de St Sornin Lavolps, accueillait de nombreux vacanciers français et européens. Il disposait d'une capacité d'hébergement de plus de 450 places et de nombreux équipements sportifs (19 terrains de tennis, trois manèges dont deux olympiques, cinq carrières, un terrain de rugby/football...). Cet établissement était connu depuis les années 1970 pour être le fer de lance de l'activité équitation du Club Med. il a fermé ses portes en août 2014.

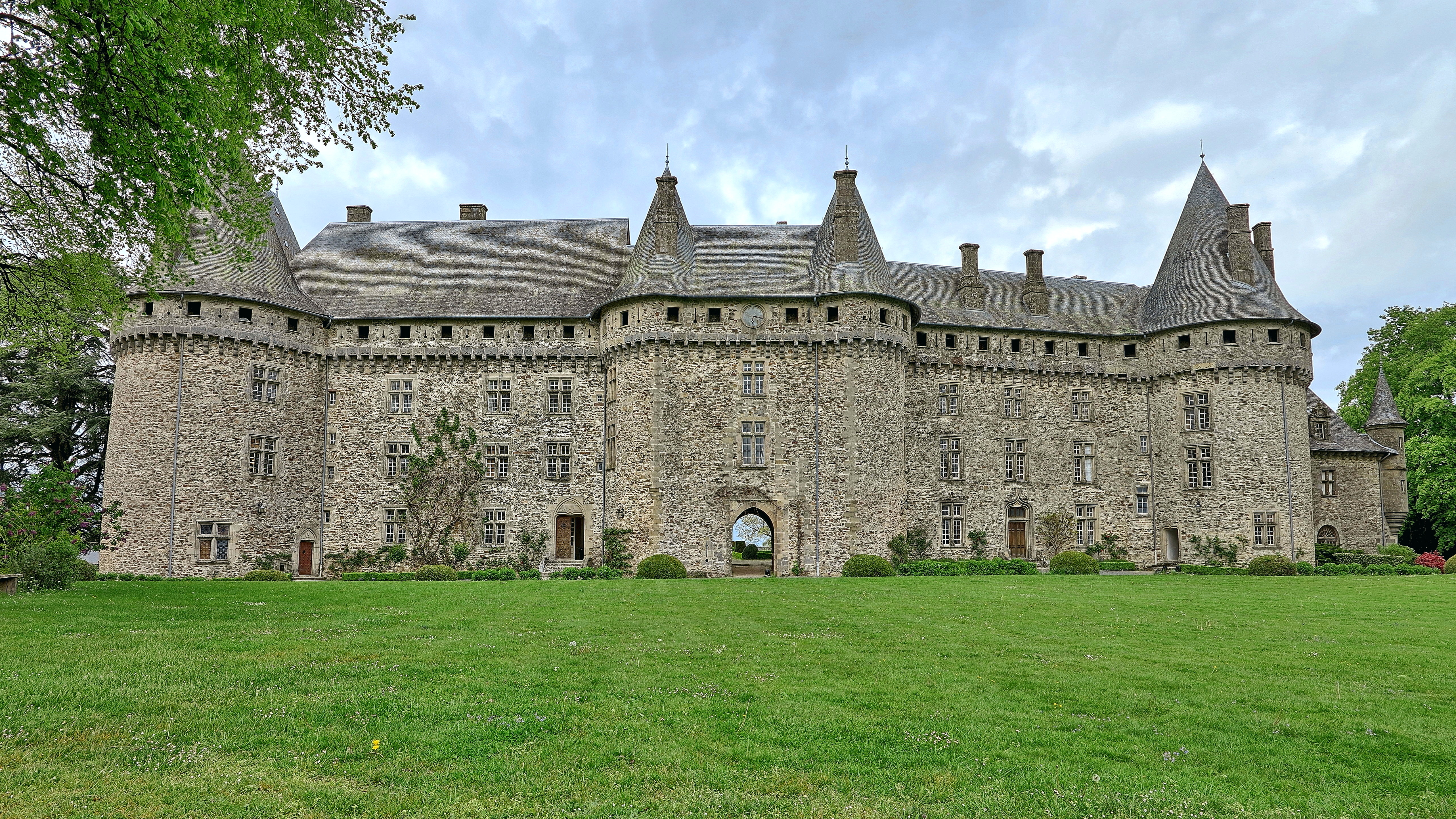
Le château de Pompadour (façade sud).
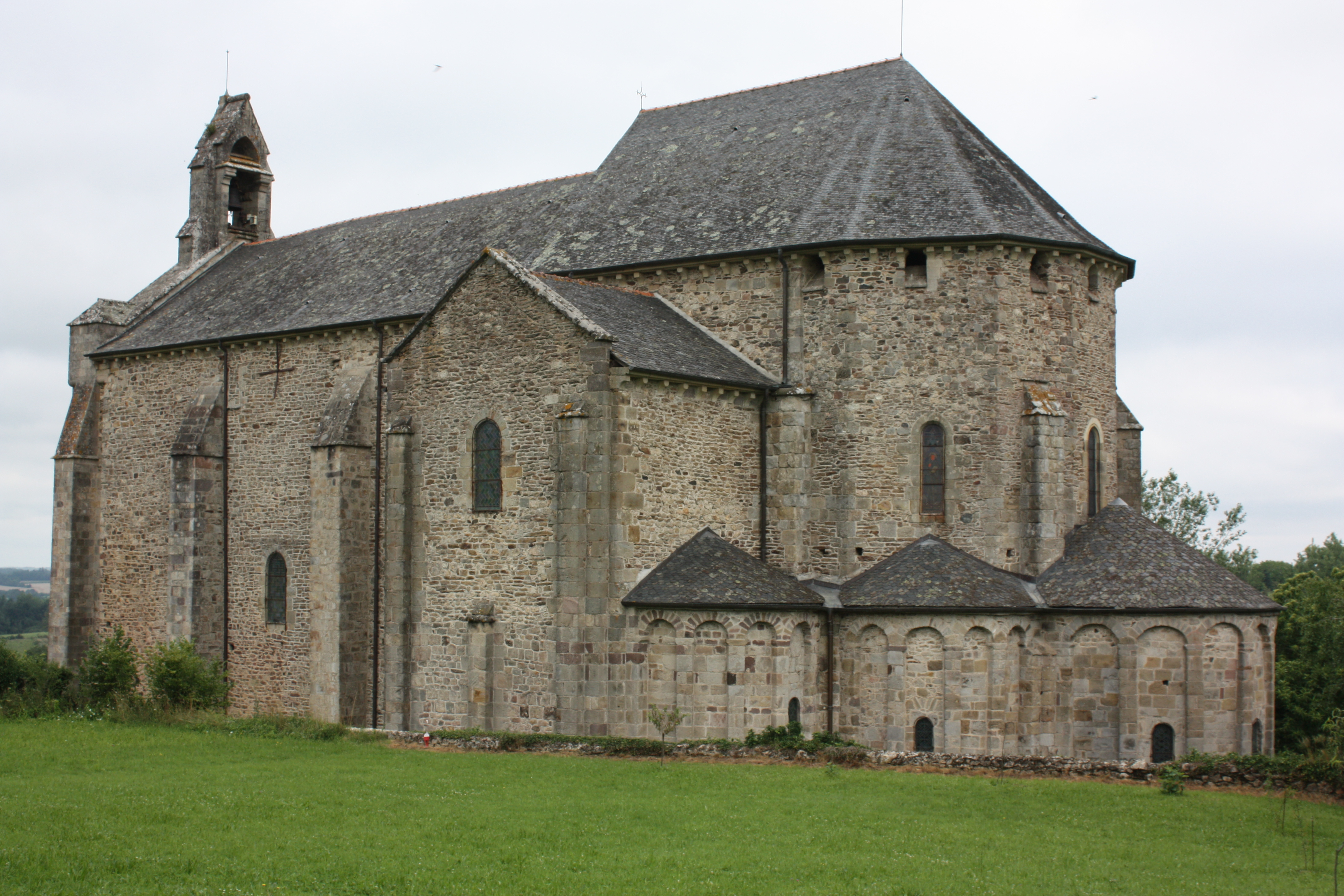
L'église Saint-Pierre-et-Saint-Pardoux.
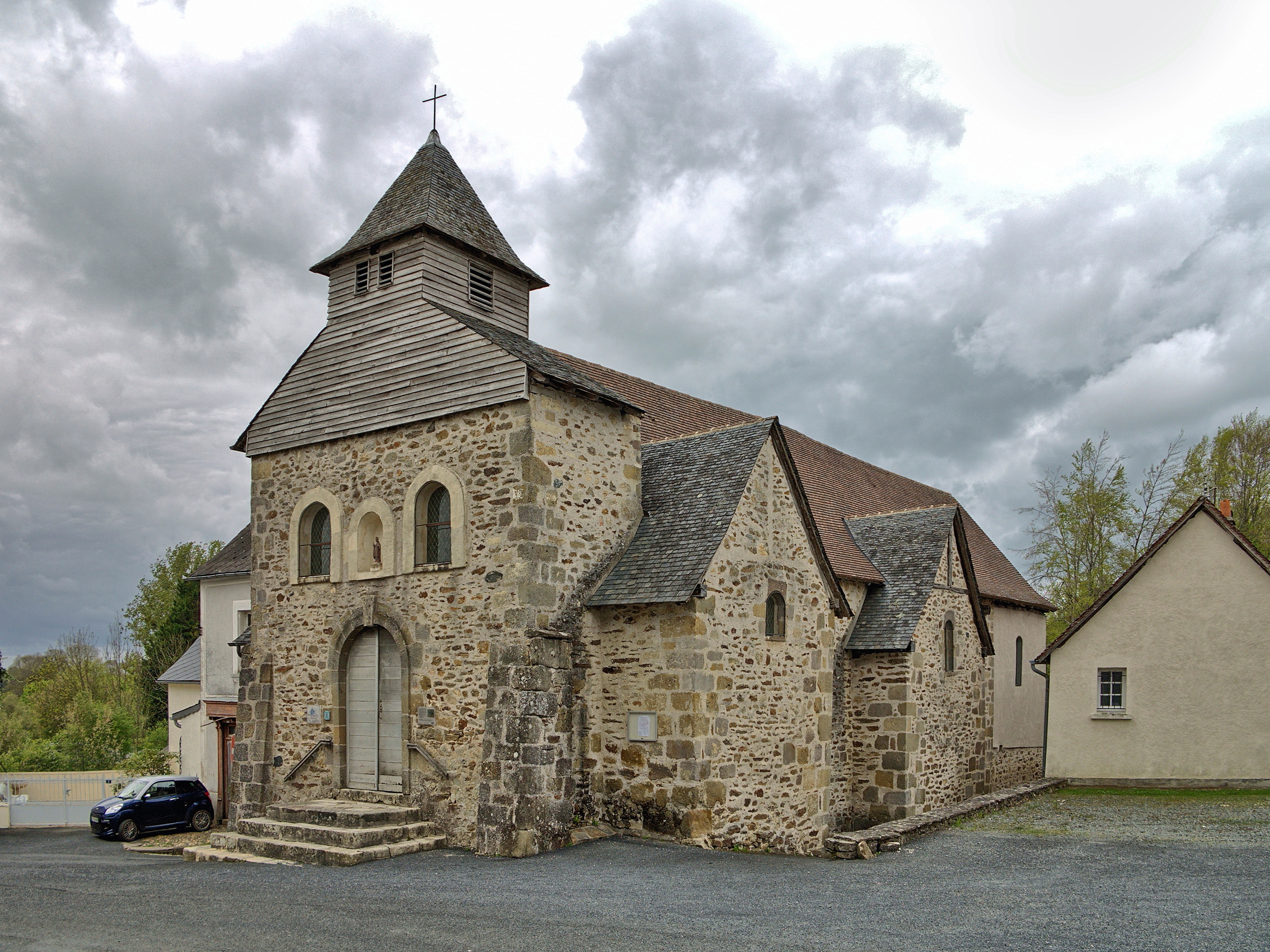
La chapelle Saint-Blaise.
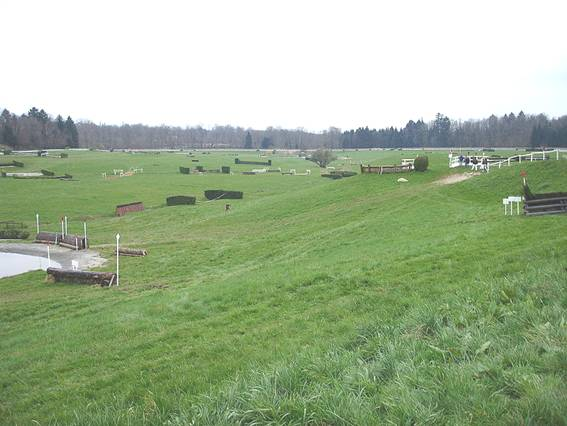
Visibilité globale exceptionnelle du cross de Pompadour au milieu de l'hippodrome.

### Personnalités liées à la commune
- Joseph Brunet (1829-1891), magistrat et homme politique né dans la commune. Ministre de l'Instruction publique et des Cultes dans le ministère Broglie-Fourtou (de mai à novembre 1877), liquidateur du canal de Panama à la fin de sa carrière.
- Jules Comby (1853-1947). Pédiatre et médecin né dans la commune. Auteur de nombreux ouvrages médicaux sur ses recherches concernant notamment les maladies chez l'enfant.
- Pierre Villepreux (1943-), rugbyman né dans la commune.
- Trois Cafés gourmands (créé en 2013), groupe de musique originaire de la commune.

### Héraldique
| Blason de Arnac-Pompadour | Blason  | D'azur à trois tours d'argent maçonnées de sable.                                                                                          |
| Blason de Arnac-Pompadour | Détails | La commune d'Arnac-Pompadour possède le même blason que la commune de Mer (Loir-et-Cher). Le statut officiel du blason reste à déterminer. |

### Philatélie
- Un timbre postal, d'une valeur de 3,00 francs (0,46 €), représentant le château d'Arnac-Pompadour a été émis le 10 juillet 1999[31]. Timbre créé à l'initiative de l'association des collectionneurs de Pompadour et de sa Région.
- Un timbre postal, 20 g lettre prioritaire, représentant le château d'Arnac-Pompadour a été émis en 2012. Il fait partie du carnet « Châteaux et demeures historiques de nos régions 2012 ».
- Un timbre postal, d'une valeur de 0,66 €, représentant la marquise de Pompadour, a été émis le 4 juillet 2014. Timbre créé à l'initiative de l'association des collectionneurs de Pompadour et de sa Région.